# Canal 24 (Israel)
Canal 24 (en hebreo: ערוץ 24) es un canal de televisión privado de Israel, perteneciente a Telad. Se trata de un canal que emite programas de entretenimiento, música, series y películas.

## Historia
En agosto de 1997, el gobierno israelí aprobó el informe del comité de Yossi Peled, creado para elaborar una propuesta para la expansión y reorganización del sistema público de radio y televisión. El informe recomendaba la adopción de una nueva política para crear un mercado libre de telecomunicaciones. El comité recomendó la concesión de licencias para la televisión por satélite, el establecimiento de un canal generalista adicional y la creación de cinco o seis canales, uno de ellos en árabe, otro para hablantes de ruso y amárico, otro dedicado a la herencia y patrimonio israelí, un canal de música israelí y un canal de noticias e información, todos ellos financiados mediante publicidad.
En 1998, el Ministerio de Comunicaciones israelí, a través del Consejo de Radiodifusión por Cable y Satélite, publicó la licitación para el establecimiento de cinco canales financiados con publicidad y dirigidos a segmentos específicos de la población. Sin embargo, la licitación para el canal musical se retrasó. 
Finalmente, a principios de octubre de 2001, se aprobó la licitación del canal de música israelí, publicada el 30 de octubre de 2001.
El 18 de junio de 2002, el Consejo de Radiodifusión por Cable y Satélite seleccionó a Mimad Studios para controlar el canal musical, tras un concurso público, principalmente debido a su propuesta de invertir 73 millones de séquels en contenido durante 10 años, el doble de la cantidad de la propuesta competidora. También se anunció que el canal se basaría únicamente en música israelí, aunque según los términos de la licitación, hasta el 40% del contenido podría estar basado en música extranjera.
El canal debía iniciar emisiones en abril de 2003. Sin embargo, surgió una disputa entre la Sociedad de Autores, Compositores y Editores Musicales de Israel y los propietarios del canal sobre el monto de regalías que debían pagar a los músicos. La sociedad exigía regalías del 10% de los ingresos, mientras que los propietarios del canal estaban dispuestos a pagar regalías del 4% al 7% a todas las organizaciones musicales en conjunto, ya que afirmaban que con regalías del 10%, el canal no tenía posibilidad alguna de recuperar su inversión.
Finalmente, el canal inició emisiones como Música 24 (24 מוזיקה) el 20 de julio de 2003. En su primer año, el canal consiguió destacar, con una cuota de pantalla del 7%.
El 14 de febrero de 2005 se celebró la primera ceremonia de los Premios AMI, una ceremonia de entrega de premios a la música israelí, en la que los artistas recibieron premios elegidos por el público. La primera ceremonia recibió gran aclamación y estuvo acompañada de una masiva campaña publicitaria que incluyó vallas publicitarias e incluso anuncios que se transmitieron por el Canal 2 antes y durante la ceremonia. Sin embargo, no destacó entre su audiencia, consiguiendo un 1,5%.
En septiembre de 2008, tras acumular pérdidas de 50 millones de séquels, Keshet Media Group adquirió el 40% de las acciones del canal, mientras que el 60% restante quedó en manos de Mimad Studios. Tras la adquisición, Zvika Lieblich, vicepresidenta de radiodifusión de Keshet, fue nombrada directora general interina del canal.
En octubre de 2010, el Consejo de Cable y Satélite impuso una multa de aproximadamente 100.000 séquels al canal por su excesivo contenido comercial en sus programas.
El 12 de abril de 2011, la final de la primera edición del programa Eyal Golan te llama fue la emisión más vista en la historia del canal, alcanzando un 7,4% de audiencia y siendo visto por 400.000 espectadores. Un año después, la final de la segunda edición de dicho programa volvió a romper un récord de audiencia con un 11,4%.
En junio de 2011, Mimad Studios obligó a Keshet a comprar un 44% adicional de las acciones, aumentando su participación al 90% de las acciones del canal, según los términos del acuerdo entre ambas partes.
Desde mayo de 2012, el canal emite en formato 16:9.
En junio de 2014, Keshet anunció que estaba considerando cerrar el canal, después de acumular una pérdida de 40 millones de séquels en dos años. 17 empleados, aproximadamente el 40% de la plantilla del canal en ese momento, fueron despedidos. Al mismo tiempo, el canal inició negociaciones con el Consejo de Cable y Satélite, solicitando que cambiara su programación para poder emitir 70% de música y 30% de otros contenidos. En abril de 2015, el canal anunció que recortaría los pagos a proveedores. A partir de agosto de 2015, el 75% del contenido del canal era música, mientras que el contenido restante eran repeticiones de programas ya emitidas en el Canal 2.
En el verano de 2018, tras seguir acumulando pérdidas, Keshet decidió poner el canal a la venta y, en enero de 2019, el canal fue adquirido por Telad por 10 millones de séquels. El 6 de mayo de 2019 se aprobó el acuerdo de venta y se lanzó la campaña de lanzamiento del canal ya renovado. El canal cambió su nombre a Canal 24 el 8 de mayo de 2019.
En junio de 2020, el canal empezó a emitir en HD en Yes y HOT y desde octubre de 2023, Canal 24 emite en DVB-T2.